# Star modèle 1914

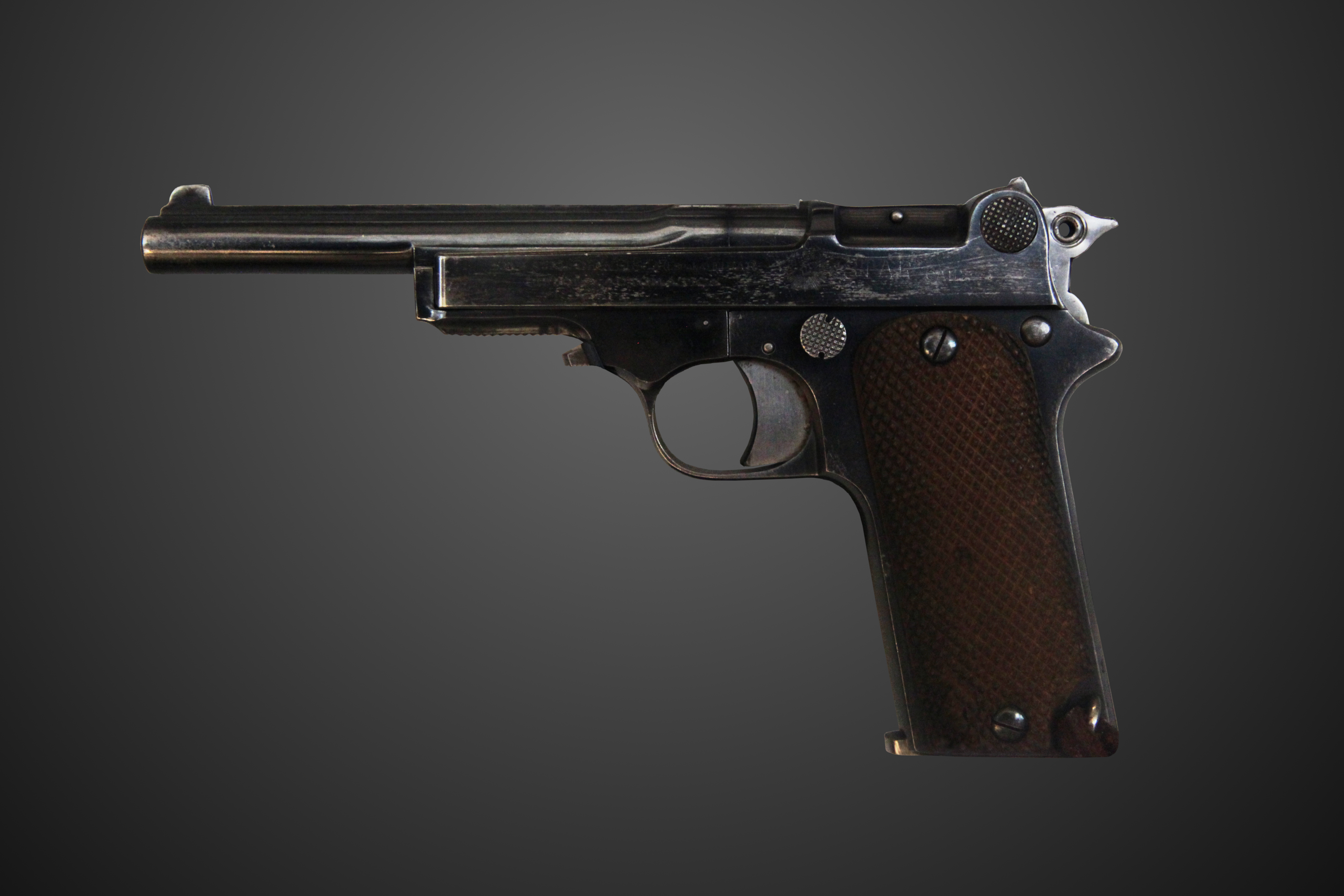
Un pistolet Star Mle 1914 conservé au Musée de l'Armée, Paris.

En 1914, Star Bonifacio Echeverria S.A. sort le modèle 1914, qui est principalement une amélioration du Star modèle 1908, surtout dans la partie ergonomique. Ce modèle sera choisi par l’armée française dans une version de calibre 7,65 Browning appelée aussi pistolet automatique Star. Basé sur le Mannlicher 1901/1905 (en), il sera construit jusqu'en 1919 en deux versions variant uniquement sur les dimensions et la capacité. Aux mains des Français, il connaît la Grande Guerre puis la Seconde Guerre mondiale. Sa fabrication et sa réputation étaient meilleures que le Ruby llama.

## Données numériques

### Star 1914 "1ertype" ou "troupe"
- Munition : 7,65 Browning
- Longueur : 20 cm
- Canon : 14 cm
- Masse de l'arme chargée : 910 g
- Chargeur : 9 coups

### Star 1914 "2etype" ou "officier"
- Munition : 7,65 Browning
- Longueur : 18 cm
- Canon : 12,5 cm
- Masse de l'arme chargée : 880 g
- Chargeur : 7 coups

## Pour en savoir plus
- Les Armes de Poing de L'Armee française 1858-2004	par J. Huon & E. Medlin, Editions    Crepin Leblond, Avril 2005.
- Revolvers & pistolets automatiques français	par Daniel Casanova, Etai, Septembre 2015.